# Památník osvobození města Rudou armádou (Hradec Králové)
Památník osvobození města Rudou armádou v Hradci Králové byl památník, který byl odhalen 8. května 1949 na náměstí Osvoboditelů a měl být trvalou připomínkou toho, že bylo město osvobozeno Rudou armádou. Odstraněn byl 5. června 1991.

## Popis pomníku
Na masivním zešikmeném podstavci poskládaném z hrubě opracovaných kvádrů pískovce, byl umístěn sovětský tank T-34 s číslem 559 a velkou pěticípou hvězdou z pískovce v popředí, která svým umístěním vypadala tak, že tank podpírá, a datem 9. 5. 1945. Na levém boku byl text „Jachnovka 1943“, na pravém „Dukla 1944“.

## Historie
Památník byl slavnostně odhalen 8. května 1949. 3. května 1958 byl zapsán do státního seznamu nemovitých kulturních památek. Každoročně se u něj v době totality konaly pietní oslavy, ať již na výročí ukončení války 9. května, či při vzpomínce na Velkou říjnovou socialistickou revoluci 7. listopadu.
Po srpnové okupaci 1968 byl terčem nápisů proti vstupu vojsk Varšavské smlouvy. 24. srpna 1968 zadrželi polští vojáci v Hradci Králové Milana Boučka, Milana Jiráka, Jindřicha Hynka, Jiřího Vrbatu a Luďka Labíka, kteří údajně chtěli zapálit památník na osvobození města v roce 1945 – tank Rudé armády. Tři ze zadržených Poláci ostříhali (byli to totiž „vlasatci“). O den později je všechny předali VB Hradec Králové. Právě u sovětského pomníku – tanku – v Hradci Králové byly od září 1968 posíleny hlídky, aby zabránily jeho poškozování. I přes toto opatření se stanovený cíl nepodařilo splnit. Hlídky totiž často ani nezaznamenaly, kdo a kdy uvedený čin spáchal. Na podzim 1968 proto stále ještě existovaly obavy z provokací během oslav 50. výročí vzniku Československa a listopadových oslav VŘSR. SNB ještě zvýšila svoji agenturní aktivitu. Například 7. listopadu 1968 došlo k zatýkání za „nevhodné“ chování u již výše zmíněného tanku v Hradci Králové. Většinou šlo o poškozování věnců nebo urážlivé výroky. Došlo ale také k polití tanku rudou a bílou barvou. V tomto případě se ovšem nepodařilo vypátrat pachatele. Stopy vedly pouze na koleje Lékařské fakulty UK, kde byly nalezeny tři prázdné plechovky od barev.
Památková ochrana byla zrušena 13. května 1991. Odstraněn byl 5. června 1991. Autorem byl Ing. arch. František Chudoba. Oficiální verze o původu tanku praví, že se jednalo o porouchaný stroj, který byl v květnových dnech při průjezdu městem odstaven a zůstal zde. Druhá verze uvádí, že se jednalo o trofejní tank ukořistěný německou armádou, který měl být opraven v Hradci Králové, k čemuž koncem války nedošlo a byl po osvobození získán pro tento účel.